# Парк Сити (Тенеси)
Парк Сити (енгл. Park City) насељено је место без административног статуса у америчкој савезној држави Тенеси.

## Демографија
По попису из 2010. године број становника је 2.442.
| Група             | 2000.    | 2010.         |
| Белци             | 0 (0,0%) | 2.267 (92,8%) |
| Афроамериканци    | 0 (0,0%) | 94 (3,8%)     |
| Азијати           | 0 (0,0%) | 5 (0,2%)      |
| Хиспаноамериканци | 0 (0,0%) | 54 (2,2%)     |
| Укупно            | 0        | 2.442         |